# ビーバー (タレント)
ビーバー（1948年2月5日 - ）は、日本のタレント、女優。
主に1960年代から1970年代にかけて活動、ボンド企画に所属していた。
本名、伊藤 マサ美（いとう まさみ）。デビュー当初の芸名は川口 まさみ（かわぐち まさみ）。

## 略歴・人物
東京都台東区出身。実家は酒屋。1970年当時の公称サイズは身長162cm、B83cm、W57cm、H82cm。3人兄妹の末っ子で、兄2人がいる。その風貌からハーフと見られがちなこともあったが、両親とも日本人であるため、彼女も純日本人である。
子供の頃から日本舞踊を習う。台東区立忍岡中学校に在学していた中学生時代は陸上競技、バレーボールをやっており、バレーボール部ではキャプテンだった。中学生時代は「男っぽいくせに女っぽい」という評判があったという。高校は二階堂高等学校（現・日本女子体育大学附属二階堂高等学校）に進学し、高校時代の部活はバスケットボール部。
1965年公開の映画『赤ひげ』の加山雄三の相手役を捜すために本作の製作サイドから日本全国の高校に候補者の推薦が依頼され、二階堂高校からも十数人が推薦されてこの中にビーバーも入っていた。そして全国約16,000人の候補者の中からビーバーがその相手役に選ばれたが、背が高いという理由から最終的にその相手役（まさえ役）は内藤洋子に変更された。
高校卒業後はホテルオークラに就職するが、同ホテルの結婚式場で撮影した、ビーバーが入っていた写真が日本全国の写真コンクールで2位に選ばれたことがきっかけでビーバーの元にモデルの仕事依頼が殺到し、これが元で同ホテルの宣伝部の人に勧められたこともあって、ホテルオークラは約1年半務めた後に退職、そこからの転職先も3か月後に辞めてモデル界に入ることとなった。
そのモデルとして活動していた頃に、ニッポン放送『ザ・パンチ・パンチ・パンチ』のパーソナリティ『パンチガール』のオーディションに臨み、高橋基子、シリア・ポールと共に合格して、同番組はこの3人を初代パーソナリティとしてスタート。この3人で「モコ・ビーバー・オリーブ」として活動し、レコードデビューも果たした。このオーディションに立ち会っていた亀渕昭信の話によると、モコ（高橋）とオリーブ（シリア）はすぐに決まったそうだが3人目の選定に難航し、何回もオーディションを重ねていく中である日、ファッションショーに出たその帰りだというドレス姿のビーバーがオーディション会場に入って来て、その時ちょうど一杯呑んだような機嫌で、そこでの第一声が「あたし酔っ払っちゃったのよ」だったということで、面白い女の子だなと思って合格させたという。亀渕は、この当時のビーバーについて「酒は強い」と証言しており、また「気分次第で角瓶一本は軽い」とも紹介されたことがある。なお『ビーバー』とは、本人曰く中学生時代からのあだ名をそのまま芸名にしたものである。
その後ソロでもレコードをリリースしたことがある。ラジオパーソナリティの他、女優として映画、テレビドラマに出演、バラエティ番組でも司会などでレギュラー出演を務めていた。「口の早さが売り物」と紹介されたことがある。
1981年の時点で、既に結婚・引退したという情報がある。

## 出演

### 映画
- 喜劇 誘惑旅行（1972年公開、松竹大船）- マリ 役
- 喜劇 男の腕だめし（1974年3月9日公開、松竹）- 大槻冴子 役
- ザ・ドリフターズのカモだ!!御用だ!!（1975年8月2日公開、松竹）- エミ 役

### テレビ

#### ドラマ
- おれは男だ!（日本テレビ）- 第37話『明けまして頑張らなくっちゃア！』（1972年1月2日放送）
- 花は花よめ（日本テレビ）- 第1シリーズ・第2シリーズ、芸者・ぼん太 役
- 紫頭巾（東京12チャンネル）- 第21話『芋侍罷り通る』（1972年8月24日放送）- お栄 役
- パパと呼ばないで（日本テレビ） - 第24話『悩める乙女上京!』（1973年3月21日放送）- サダ子 役
- 恋は大吉（日本テレビ）- レギュラー出演、挿入歌『参った困った大騒ぎ』も歌った。
- トリプル捜査線（フジテレビ）- 花子 役
- くるくるくるり（日本テレビ）- 第12話、第17話
- ザ・ボディガード（NET）- 福本天子 役（第16話 - 最終話）
- ちんどんどん（日本テレビ）- 大平あき子 役
- 花吹雪はしご一家（TBS）- 松子の長女・桂子 役
- 太陽にほえろ!（日本テレビ）- 第182話『ボディガード』（1976年1月9日放送）- 今井京子婦警 役
- ベルサイユのトラック姐ちゃん（NET）- 第5話『ベルトラ姐ちゃん大奮闘!!』（1976年5月28日放送）

#### バラエティ
- 11PM（名古屋テレビ）[5][10][11][注釈 2]
- シャボン玉ホリデー（日本テレビ）[6]）
- なつメロ・ヒット・フェスティバル（フジテレビ）
- お笑い頭の体操（TBS）
- リブ・ヤング!（フジテレビ）
- CM博士の大冒険（日本テレビ）[6]
- あなたをスターに!（NETテレビ　司会）[12]

### ラジオ
- ザ・パンチ・パンチ・パンチ（ニッポン放送）
- 東芝ワイドワイドサンデー（ニッポン放送）
- ヤングタウンTOKYO（TBSラジオ）[6]

### CM
- サントリーウイスキー『ハット・オン』
- 味覚糖[13]

## 音楽作品

### シングル
モコ・ビーバー・オリーブ
- わすれたいのに（詞：奥山侊伸、曲：L.Kolber、編曲：ありたあきら　1969年2月1日　東芝EMI）- B面『シックスティーン・リーズン』
- 幸せすぎたの（訳詞：高階有吉、曲：B.Lowe、編曲：ありたあきら　1969年　東芝EMI）- B面『ささやく天使』
- 海の底でうたう唄（詞：尾崎きよみ、曲：関口直人、編曲：青木望　1969年12月20日　東芝EMI）- B面『タイム・アフター・タイム』

ソロ
- 参った困った大騒ぎ（詞：？、曲：山下毅雄、編曲：ボブ佐久間 1973年発売　日本コロムビア）- B面『過去ある暮し』

### アルバム
モコ・ビーバー・オリーブ
- わすれたいのに（1969年9月、1993年及び2003年に限定再盤）

わすれたいのに、シークレット・ラヴ、つのる想い、アンチェインド・メロディー、やさしくしてね、オー・ディオ・ミオ、幸せすぎたの、ささやく天使、愛の誓い、夢をみるだけ、タイム・アフター・タイム、シックスティーン・リーズン
以下は1993年盤ボーナス・トラック - 海の底でうたう歌、雨のくちづけ、百粒の涙、しあわせの鐘、愛のひとこと